# Pétrole Hahn
Pour les articles homonymes, voir Hahn.
Pétrole Hahn est une marque de shampooing et de lotions capillaires appartenant à la société française Eugène Perma.

## Histoire
En 1885, Charles Jean Guillaume Hahn (1845-1925), pharmacien et herboriste genevois diplômé de l'Université de Tubingue (1867), a l'idée d'utiliser, dans une lotion capillaire, le pétrole qui semble avoir une action tonique sur le cuir chevelu : la vertu de ce produit est connue depuis l'Antiquité, et les hommes employés dans les puits de pétrole de Pennsylvanie sont réputés pour leur « étonnante pilosité ».
La lotion, sous la dénomination de "Pétrole pour les cheveux", arrive en France en 1893. Le droguiste lyonnais François Vibert (1846-1912) s'y intéresse et dépose le modèle de l'étiquette du pétrole pour les cheveux au tribunal de commerce. Puis, le 6 juin 1893, il signe un contrat avec Hahn stipulant l'obligation de vendre 6000 flacons de produit avant de connaître la "formule secrète" et de pouvoir fabriquer lui-même cette lotion. François Vibert dépose officiellement la marque Pétrole Hahn au tribunal de commerce, sous le n"3571, le 24 juillet 1896.
La popularité du produit est à son apogée durant l'entre-deux-guerres, grâce aux nombreuses campagnes de publicité et de produits promotionnels liés à la marque, comme celles de l'illustrateur Benjamin Rabier.
L'entreprise Vibert et la marque Pétrole Hahn sont rachetés fin 1978 par le groupe américain Richardson-Merrel, alors troisième groupe pharmaceutique mondial.
Les produits Pétrole Hahn sont alors fabriqués dans l'usine de Blois des laboratoires Lachartre, aux côtés des produits Rogé Cavaillès et Vicks, appartenant au même groupe.
Pétrole Hahn, au sein du groupe Richardson-Vicks, passe dans le giron de Procter & Gamble en 1985. Celui-ci décide de sous-traiter la production des lotions Petrole Hahn chez Boots (entreprise) (en) en Grande-Bretagne. En 1998, la marque est revendue à Eugène Perma, entreprise française spécialiste en produits capillaires, basée à Reims. En 2009, la production est relocalisée à Reims. En 2023, Pétrole Hahn a été racheté par la société Naturopera.

## Marque publicitaire

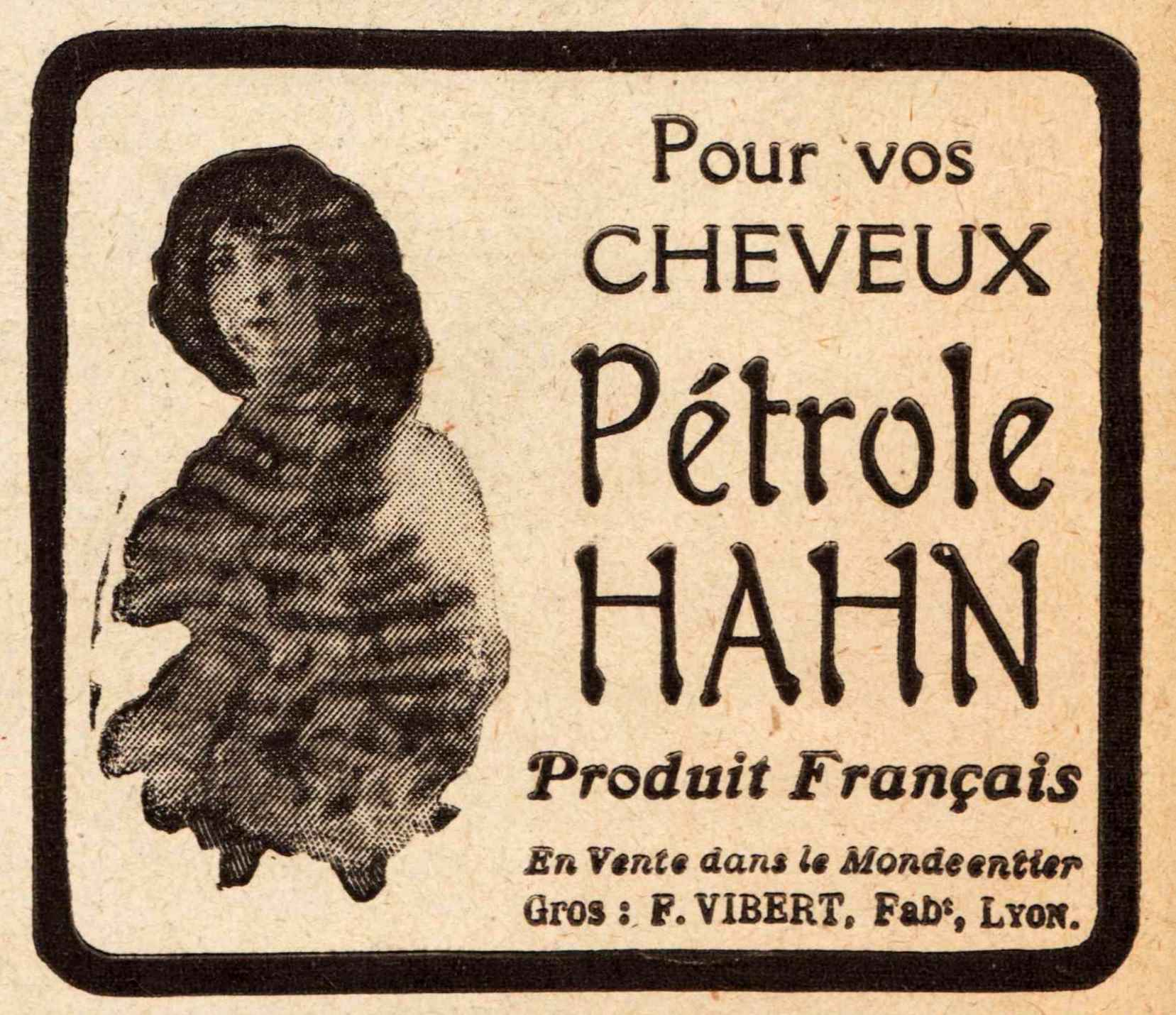
Réclame publiée dans L'Illustration, 5 février 1918.

L'histoire de la marque est fortement liée à l'essor de la publicité dans la presse écrite et les affiches publiques.
Le public visé est très large, et les enfants n'en sont pas privés. Par exemple, la marque crée en 1961 la série de bande dessinée La Famille Cokalane, publiée dans Le Journal de Tintin en France. Chaque histoire contient une discrète publicité pour la lotion.

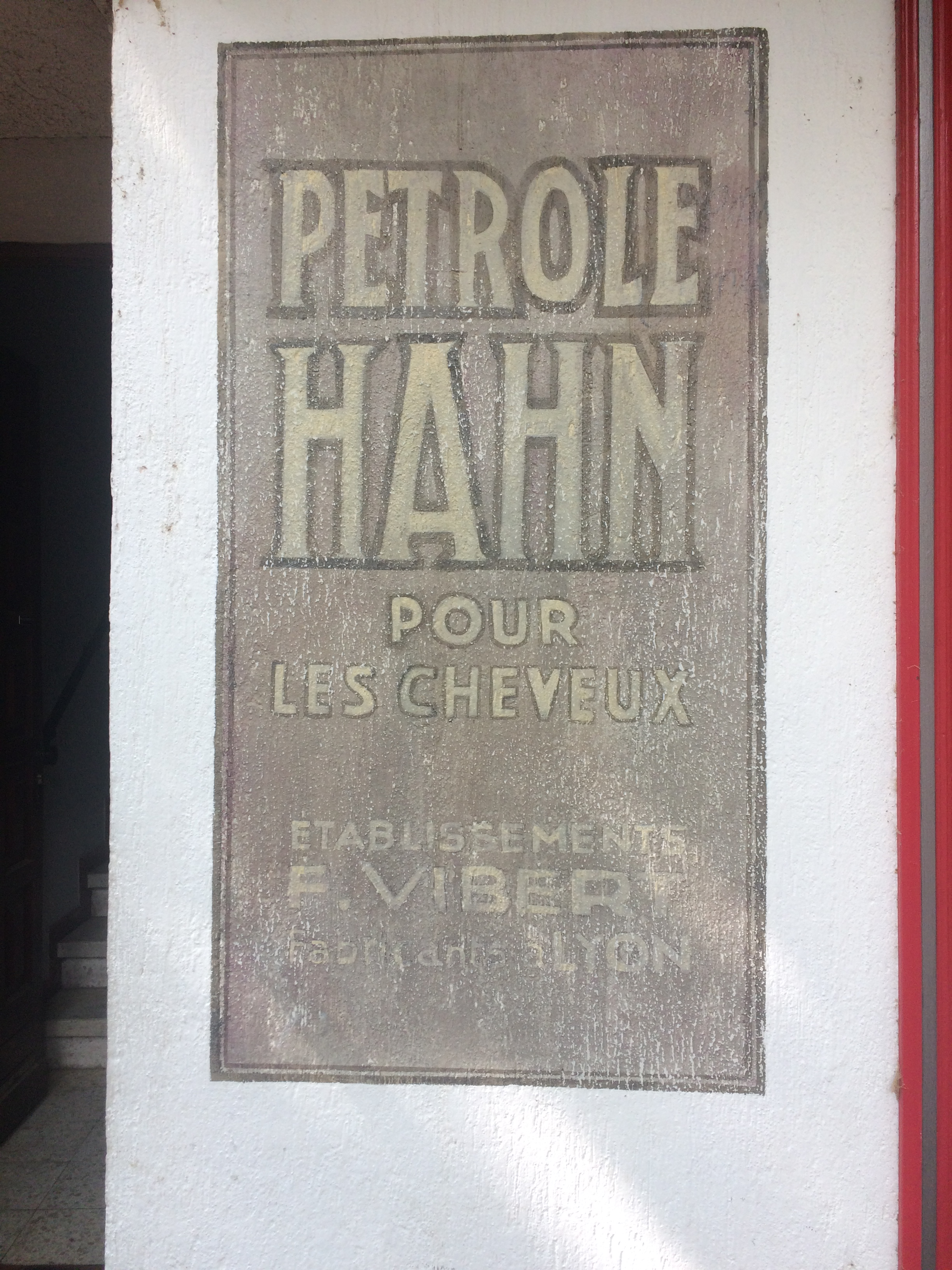

Vers la fin des années 1980, Alain Chabat, alors membre des Nuls, réalise une série de fausses publicités parodiques - mettant en scène notamment de grands réalisateurs internationaux - prenant pour base une fameuse publicité télévisée Pétrole Hahn de l'époque.